# Ручьи (Подгощское сельское поселение)
Ручьи́ — деревня в Шимском районе Новгородской области, с 12 апреля 2010 года входит в Подгощское сельское поселение, прежде входила в состав, ныне упразднённого, Краснодворского сельского поселения.
Деревня находится на Приильменской низменности. Расположена в 2,8 км к югу от райцентра Шимска на правом берегу реки Шелонь. Ближайшие населённые пункты — деревни Задорожье и Красный Двор (прежний административный центр сельского поселения).

## Население
| 2010 |
| ---- |
| 16   |